# うまいッ!
『うまいッ!』は、2012年4月8日からNHK総合で放送されている“食”に関する情報番組である。
2007年4月8日から2012年3月18日まで放送された『産地発!たべもの一直線』の後継番組として放送を開始した。

## 概要
番組自体の概念は、過去に放送された『明るい農村』や『たべもの新世紀』などの流れを汲むものであり「うなるほど美味しい」日本全国の食べ物の魅力を紹介・発信することを狙いとしており、日本の食と生産地を応援する番組にすることを目標として立ち上げられた番組である。
NHKの各地方局が制作にあたり、タレントとその地方局のアナウンサーがリポーターとしてスタジオに出演する。司会の天野ひろゆき、塚原愛と共にその地方の特産食材を紹介する。
2015年4月8日から第2・第3水曜日の23時30分 - 24時にNHKワールド JAPANで放送されている『Delicious Japan!』（デリシャス ジャパン）は、この番組のVTRを再編集して英語に翻訳したものである。

## 放送時間の推移
太字は、現在の放送時間。

### 本放送
| 期 間                        | 曜日 | 放送時間      | 備 考                  |
| ---------------------------- | ---- | ------------- | ---------------------- |
| 2012年4月8日 - 2017年4月2日  | 日   | 6:15 - 6:49   | [ 2 ] [ 1 ]            |
| 2017年4月9日 - 2019年3月24日 | 日   | 8:25 - 8:55   | [ 7 ] [ 8 ] [ 注 1 ]   |
| 2019年4月8日 - 2024年3月25日 | 月   | 12:20 - 12:43 | [ 9 ] [ 10 ] [ 注 2 ]  |
| 2024年4月7日 -（ 現 在 ）    | 日   | 11:30 - 11:53 | [ 11 ] [ 12 ] [ 注 1 ] |

### 再放送
| 期 間                          | 曜日 | 放送時間      | 備 考                        |
| ------------------------------ | ---- | ------------- | ---------------------------- |
| 2012年10月18日 - 2013年2月21日 | 木   | 16:05 - 16:39 | [ 2 ] [ 13 ] [ 14 ] [ 注 3 ] |
| 2015年3月30日 - 2016年2月22日  | 月   | 16:15 - 16:49 | [ 2 ] [ 13 ] [ 14 ] [ 注 3 ] |
| 2016年4月14日 - 2017年3月9日   | 木   | 15:10 - 15:44 | [ 2 ] [ 13 ] [ 14 ] [ 注 3 ] |
| 2017年4月7日 - 2018年3月9日    | 金   | 3:40 - 4:10   | [ 7 ] [ 15 ] [ 9 ] [ 注 4 ]  |
| 2018年4月6日 - 2019年4月5日    | 金   | 4:00 - 4:30   | [ 7 ] [ 15 ] [ 9 ] [ 注 4 ]  |
| 2019年4月12日 - 2020年9月11日  | 金   | 4:07 - 4:30   | [ 7 ] [ 15 ] [ 9 ] [ 注 4 ]  |
| 2020年10月3日 - 2023年4月1日   | 土   | 5:15 - 5:38   | [ 16 ]                       |
| 2023年4月9日 - 2025年3月30日   | 日   | 4:35 - 4:58   | [ 17 ]                       |
| 2025年4月3日 - （ 予 定 ）     | 木   | 11:30 - 11:53 | [ 18 ] [ 注 5 ]              |

## 出演者

### 司会
- 天野ひろゆき（キャイ〜ン）（2012年4月8日 - ）
- 武内陶子（NHKアナウンサー）（2012年4月8日 - 2017年4月2日）
- 塚原愛（同上）（2017年4月9日 - ）
- 礒野佑子（同上）（2022年10月24日・31日）

### 主な食材ハンター
- 右手愛美
- 生方ななえ
- カブトムシゆかり
- グローバー
- 小林よしひさ
- 鈴之助
- 春香クリスティーン
- 堀井新太
- 松嶋初音
- 米原幸佑
- 渡辺早織
- 渡辺大輔
- 松井絵里奈
- 木戸大聖
- 野呂佳代
- 武藤十夢
- 須田亜香里
- 村重杏奈

### 主な専門家
- 上田勝彦 - 水産庁職員→東京海洋大学客員教授。食材に魚介類を扱った回に出演。